# العلاقات العربية الأمريكية
كانت علاقة الولايات المتحدة مع جامعة الدول العربية قبل الحرب العالمية الثانية محدودة. ومع ذلك، كان المغرب هو أول بلد يعترف رسميًا بالولايات المتحدة. علاوة على ذلك، بالمقارنة مع القوى الأوروبية مثل بريطانيا وفرنسا التي تمكنت من استعمار كل العالم العربي تقريبًا بعد هزيمة الإمبراطورية العثمانية في عام 1918، كانت الولايات المتحدة «تحظى بشعبية ومحترمة في جميع أنحاء المنطقة». في الواقع، «كان يُنظر إلى الأمريكيين على أنهم أناس طيبون، غير ملوثين بالأنانية والازدواج المرتبطين بالأوروبيين». جلب المبشرون الأمريكيون الطب الحديث وأنشأوا مؤسسات تعليمية في جميع أنحاء العالم العربي. بالإضافة إلى ذلك، زودت الولايات المتحدة الدول العربية بمهندسي بترول. وهكذا، كانت هناك بعض الروابط التي تمت بين الولايات المتحدة والدول العربية قبل الحرب العالمية الثانية. بشكل عام، شهدت العلاقات الأمريكية العربية تقلبات، حيث أدى كل صراع إلى تغيير العلاقات. في الوقت الحالي، تعتبر العلاقات العربية الأمريكية قوية جدًا من الناحية الاقتصادية، حيث يعتبر العالم العربي ثالث أكبر مصدر للولايات المتحدة، والولايات المتحدة هي أكبر مستورد من العالم العربي. ومع ذلك، فشلت هذه العلاقات الاقتصادية القوية في الانعكاس على الساحة السياسية.

## الصراع العربي الإسرائيلي
أول حادثة تدهور حقيقية بين العالم العربي والولايات المتحدة كانت عندما اعترفت الولايات المتحدة بإسرائيل ودعمتها في الأمم المتحدة. هذه القضية أضعفت سمعة الولايات المتحدة ودورها في الشارع العربي، وازدادت الكراهية تجاه الولايات المتحدة، واعتبرت الولايات المتحدة «صديقة عدو العرب»، إسرائيل، وبالتالي أصبحت العدو.

## حرب الخليج الأولى
كانت الحرب بين إيران والعراق خطوة أخرى في العلاقات العربية الأمريكية، حيث دعمت الولايات المتحدة العراق بقوة في حربه ضد إيران. بين القوى الكبرى، كانت سياسة الولايات المتحدة هي «الميل» نحو العراق من خلال إعادة فتح القنوات الدبلوماسية، ورفع القيود المفروضة على تصدير التكنولوجيا ذات الاستخدام المزدوج، والإشراف على نقل المعدات العسكرية لطرف ثالث، وتوفير المعلومات الاستخبارية العملياتية في ساحة المعركة.

## حرب الخليج الثانية

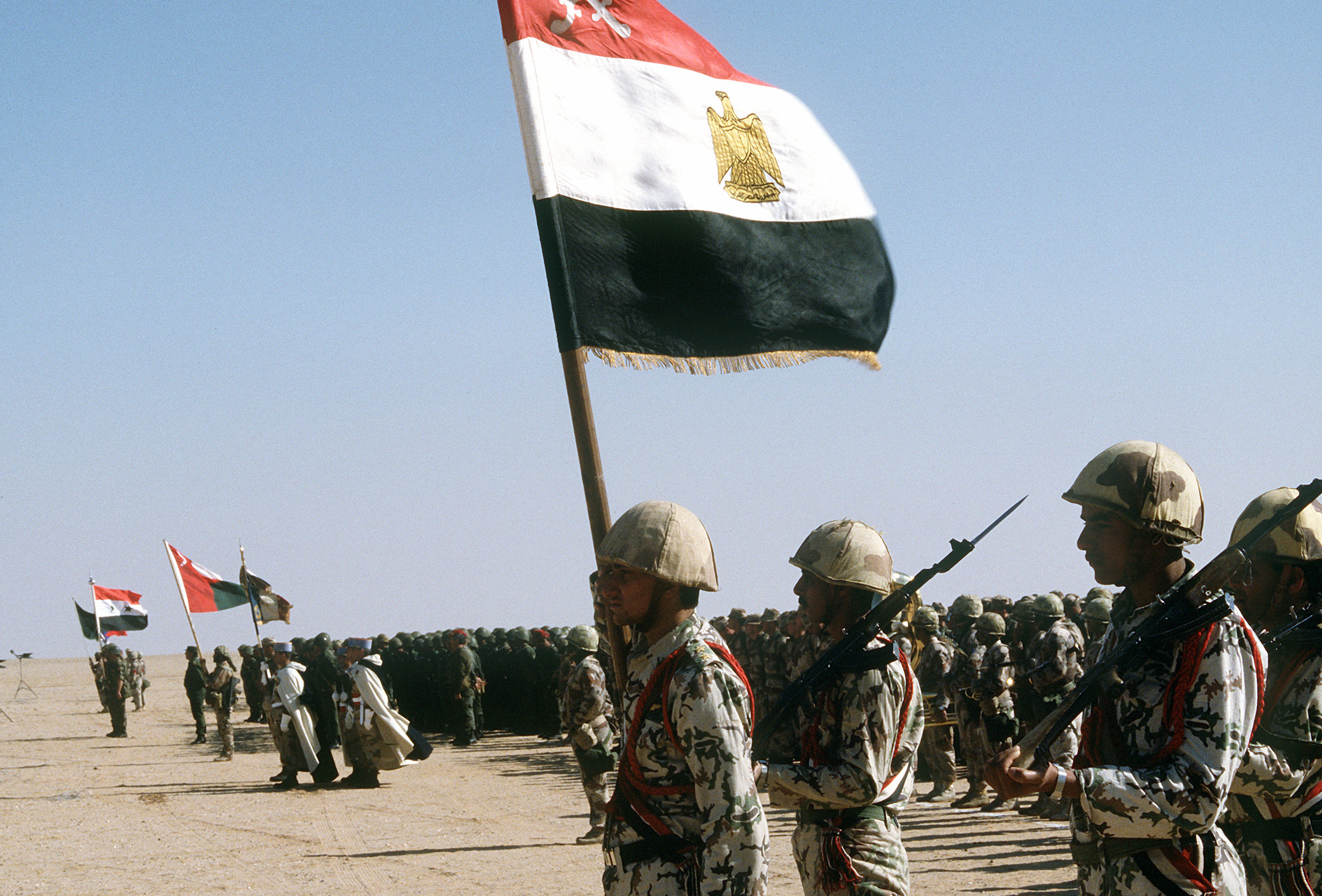
قوات التحالف العربي من مصر وسوريا وعمان والكويت خلال عملية عاصفة الصحراء.

كان دور الولايات المتحدة في حرب الخليج بالغ الأهمية. عندما قرر العراق غزو دولة عربية أخرى، الكويت، قررت عدة دول عربية الدخول لتحرير الكويت؛ تبنت الولايات المتحدة هذه الدول، وترأست قوات التحالف، مما أعطى الولايات المتحدة صورة المحرر، خاصة بين الدول العربية الغنية، السعودية والإمارات والبحرين وقطر والكويت. تمتلك الولايات المتحدة حاليًا عدة قواعد عسكرية في هذه الدول.

## حرب العراق

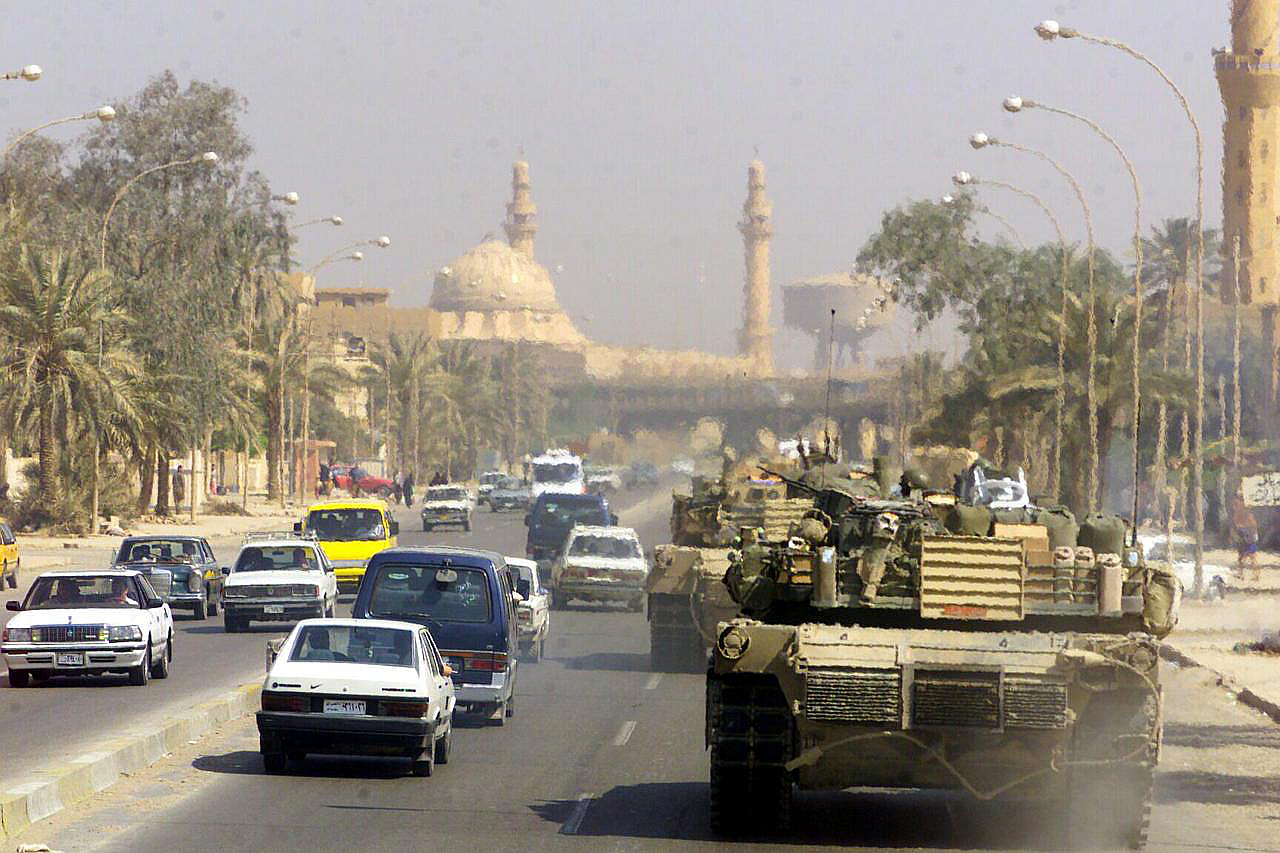
دبابة من مشاة البحرية من طراز إم 1 أبرامز تقوم بدوريات في أحد شوارع بغداد بعد سقوطها عام 2003.

أدانت جامعة الدول العربية بالإجماع الحرب، باستثناء الكويت.  ادعى وزير الخارجية السعودي الأمير سعود علناً أن الجيش الأمريكي لن يسمح له باستخدام أراضي المملكة العربية السعودية بأي شكل من الأشكال لمهاجمة العراق. ومع ذلك، تم الكشف لاحقًا عن أن السعودية سمحت للقوات الأمريكية بمهاجمة العراق من أراضيها، كما فعلت الكويت وبعض الدول العربية الأخرى، وقدمت الدعم للقوات الأمريكية، لكنهم لم يرغبوا في المخاطرة بإهانة صدام قبل الحرب من خلال الإدلاء بهذه التصريحات علانية. بعد عشر سنوات من الوجود الأمريكي في المملكة السعودية، والتي ذكرها أسامة بن لادن كإحدى الأسباب لهجمات القاعدة في 11 سبتمبر 2001 على أمريكا، تم سحب معظم القوات الأمريكية من السعودية في عام 2003. طوال فترة الحرب، ظل الجمهور السعودي معارضًا بشدة للعمل الأمريكي، بغض النظر عن تفويض الأمم المتحدة. قبل الحرب، حاولت الحكومة مرارًا وتكرارًا إيجاد حل دبلوماسي، ووافقت عمومًا على موقف الولايات المتحدة بشأن تهديد صدام، حتى أنها ذهبت إلى حد حث صدام على الذهاب إلى المنفى الطوعي وهو اقتراح أغضبه كثيرًا.

## معاداة العروبة
كتب ويليام أ. دورمان في مجموعة الولايات المتحدة والشرق الأوسط: بحث عن آفاق جديدة (1992) أنه في الولايات المتحدة، «لم تعد معاداة السامية مقبولة اجتماعيًا، على الأقل بين الطبقات المتعلمة. لا توجد مثل هذه العقوبات الاجتماعية ضد معاداة العروبة.» 
في منتصف السبعينيات، دافعت الكاتبة والباحثة والفيلسوفة الأمريكية-الروسية المولد، آين راند، عن مشاعر معادية للعرب بعد حرب أكتوبر: «العرب هم من أقل الثقافات تطوراً. هم عادة من البدو الرحل. ثقافتهم بدائية، وهم مستاؤون من إسرائيل لأنها رأس الجسر الوحيد للعلم والحضارة الحديثة في قارتهم. عندما يكون لديك رجال متحضرون يقاتلون المتوحشين، فإنك تدعم الرجال المتحضرين، بغض النظر عن هويتهم».
أثناء حرب الخليج عام 1991، ازدادت المشاعر المعادية للعرب في الولايات المتحدة. لقد عانى العرب الأمريكيون من رد فعل عنيف نتيجة للهجمات الإرهابية، بما في ذلك الأحداث التي لم يشارك فيها العرب، مثل تفجير مدينة أوكلاهوما، وانفجار الرحلة 800. وبحسب تقرير أعده المعهد العربي الأمريكي، بعد ثلاثة أيام من تفجير مدينة أوكلاهوما، «تم ارتكاب أكثر من 200 جريمة كراهية خطيرة ضد العرب الأمريكيين والمسلمين الأمريكيين. كان الشيء نفسه في الأيام التي أعقبت 11 سبتمبر.» 
وفقًا لاستطلاع عام 2001 للعرب الأمريكيين أجراه المعهد العربي الأمريكي، أفاد 32٪ من الأمريكيين العرب بأنهم تعرضوا لشكل من أشكال التمييز العرقي خلال حياتهم، بينما أفاد 20٪ أنهم عانوا من حالة من التمييز العرقي منذ 11 سبتمبر. ومما يثير القلق بشكل خاص، على سبيل المثال، حقيقة أن 45٪ من الطلاب و37٪ من العرب الأمريكيين من المسلمين أفادوا بأنهم مستهدفون بالتمييز منذ 11 سبتمبر. 
وفقًا لمكتب التحقيقات الفيدرالي والجماعات العربية، ارتفع عدد الهجمات ضد العرب والمسلمين وغيرهم بشكل خطير بعد هجمات الحادي عشر من سبتمبر. زادت جرائم الكراهية ضد الأشخاص المنحدرين من أصول شرق أوسطية من 354 هجومًا في عام 2000 إلى 1501 هجومًا في عام 2001.  من بين ضحايا رد الفعل العنيف رجل شرق أوسطي في هيوستن بتكساس أصيب بالرصاص بعد أن اتهمه مهاجم بـ «تفجير البلاد»  وأطلق النار على أربعة مهاجرين وقتلهم رجل يُدعى لارمي برايس الذي اعترف بقتلهم «انتقاما» لهجمات 11 سبتمبر.

## معاداة أمريكا
في عام 2002 وفي منتصف عام 2004، استطلعت شركة زغبي إنترناشونال التصنيفات الإيجابية / غير المواتية للولايات المتحدة في المملكة العربية السعودية ومصر والأردن ولبنان والمغرب والإمارات العربية المتحدة. في استطلاع زغبي لعام 2002، كان 76٪ من المصريين لديهم موقف سلبي تجاه الولايات المتحدة، مقارنة بـ 98٪ في عام 2004. في المغرب، رأى 61٪ من الإجابات كانت سلبية في عام 2002، لكن في غضون عامين بعد الغزو الأمريكي للعراق، قفز هذا العدد إلى 88٪. في المملكة العربية السعودية، ارتفعت هذه الردود من 87٪ في عام 2002 إلى 94٪ في يونيو. لم تتغير المواقف تقريبًا في لبنان ولكنها تحسنت بشكل طفيف في الإمارات العربية المتحدة، من 87٪ قالوا عام 2002 قالوا أنهم لا يحبون الولايات المتحدة إلى 73٪ في عام 2004. لكن معظم هذه الدول اعترضت بشكل أساسي على السياسات الخارجية التي اعتبرتها غير عادلة. 